# Verê
Verê est une municipalité brésilienne située dans l'État du Paraná.